# Кстово (Рыбинский район)
В том же сельском поселении есть деревни Большое и Малое Кстово.
Кстово — посёлок Покровского сельского поселения Рыбинского района Ярославской области России.
Посёлок находится непосредственно на южной окраине города Рыбинск, на внешней стороне Окружной автомобильной дороги города, на обоих берегах реки Черёмухи. С юга, выше по течению Черёмухи расположен посёлок Красная Горка. Восточнее, на правом берегу Черёмухи посёлок соприкасается с деревней Якунники. Посёлок поглотил деревню Большая Киселиха, которая располагалась между ним и городом Рыбинском. Радиальная дорога из Рыбинска через посёлок ведёт вверх по Черемухе к деревне Конюшино и селу Михайловское и в посёлке переходит с левого берега на правый.
Поселок построен на высоких берегах реки Черёмуха, в окружении сосновых рощ. Его окрестности весьма живописны и привлекательны, до Октябрьской революции долина реки Черёмухи, в том числе и Кстово, активно использовалась для загородных дач состоятельных жителей города. Традиция сохранилась и в советскую эпоху в посёлке на правом берегу реки в 1923 году был основан санаторий им. Воровского, специализирующийся на сердечно-сосудистых заболеваниях. Санаторий разместился в дачах, конфискованных у семьи владельца пивного завода И. И. Дурдина и других состоятельных рыбинских жителей. На другом берегу реки в 1930-е годы был построен пионерский лагерь, принадлежавший Рыбинскому моторостроительному заводу. Затем строения лагеря обветшали и были снесены, лагерь перемещен дальше от города в район деревни Дегтярицы а завод разместил на этой территории лечебный профилакторий, в настоящее время он несколько расширен и функционирует под названием «Центр отдыха и здоровья Кстово». Работа многих жителей посёлка естественно связана с этими здравницами. С запада от посёлка находится небольшой аэродром, используемый в спортивных целях и главное из действующих рыбинских кладбищ. Хорошая транспортная доступность позволяет жителям посёлка работать в городе. В посёлке ведётся интенсивное коттеджное строительство состоятельными жителями города, желающими сочетать жизнь на природе и городскую доступность.
На восточной окраине посёлка находится курганный могильник  XI-XIII вв. Он объявлен памятником истории и культуры Рыбинского района.
На 1 января 2007 года в посёлке числилось 340 человек. Посёлок обслуживается почтовым отделением санатория им. Воровского, в нём 5 улиц.